# オータムリーフ管弦楽団
オータムリーフ管弦楽団（オータムリーフかんげんがくだん）は、東京都およびその周辺で活動しているアマチュアオーケストラである。
「オータムリーフ」とはアキバ（秋葉原）の意。その選曲は他楽団と一線を画しており、美少女ゲーム・アニメ作品の音楽を「まじめに」演奏することをコンセプトに活動している。
2004年末から設立へ向けた活動が行われ、2005年10月に第1回の演奏会を開催した。以後、年1回のペースで団名にちなみ秋に定期演奏会を開催している。編曲は団内で行われており、原曲の構成を残した吹奏楽的なアレンジからクラシック音楽に近いアレンジ、時にはジャズや民族音楽の要素を取り入れたアレンジまで、その曲調は多岐にわたっている。

## 主な活動履歴
1. 第1回定期演奏会　日時：2005年10月10日　会場：武蔵野市武蔵野公会堂
2. 第2回定期演奏会　日時：2006年11月26日　会場：江戸川区総合文化センター（小ホール）
3. 第3回定期演奏会　日時：2007年 9月24日　会場：西東京市こもれびホール
4. 第4回定期演奏会　日時：2008年10月12日　会場：志木市民会館パルシティ
5. 第5回定期演奏会　日時：2009年10月11日　会場：江戸川区総合文化センター（小ホール）
6. コみケッとスペシャル5 in水戸「中夜祭」　日時：2010年3月21日　会場：水戸プラザホテル
7. 第6回定期演奏会　日時：2010年10月 3日　会場：江戸川区総合文化センター（大ホール）
8. 第7回定期演奏会　日時：2011年11月 6日　会場：所沢市民文化センターミューズ（大ホール）
9. 定期演奏会修正パッチVer.1　日時：2012年4月15日　会場：所沢市民文化センターミューズ（大ホール）
10. B.G.M Festival MIDNIGHT PARTY 日時：2012年9月22日　会場：Zepp Tokyo
11. 第8回定期演奏会　日時：2012年10月28日　会場：多摩市立総合文化会館パルテノン多摩（大ホール）
12. 定期演奏会修正パッチVer.2　日時：2013年5月12日　会場：所沢市民文化センターミューズ（中ホール）
13. 第9回定期演奏会　日時：2013年11月17日　会場：八王子いちょうホール（大ホール）
14. 第10回定期演奏会“結成10周年SPECIAL EDITION”　日時：2014年10月12日　会場：大田区民ホールアプリコ（大ホール）
15. 第11回定期演奏会　日時：2016年3月20日　会場：練馬区立練馬文化センター（大ホール）
16. 第12回定期演奏会　日時：2017年10月8日　会場：タワーホール船堀(大ホール)
17. 第13回定期演奏会　日時：2018年10月14日　会場：所沢文化センター ミューズ アークホール